# Liste der Kreisstraßen in Kaufbeuren
Die Liste der Kreisstraßen in Kaufbeuren ist eine Auflistung der Kreisstraßen in der bayerischen Stadt Kaufbeuren mit deren Verlauf. 

## Abkürzungen
- KF: Kreisstraße in der kreisfreien Stadt Kaufbeuren
- OAL: Kreisstraße im Landkreis Ostallgäu
- St: Staatsstraße in Bayern

## Liste
Nicht vorhandene bzw. nicht nachgewiesene Kreisstraßen werden in Kursivdruck gekennzeichnet, ebenso Straßen und Straßenabschnitte, die unabhängig vom Grund (Herabstufung zu einer Gemeindestraße oder Höherstufung) keine Kreisstraßen mehr sind.
Der Straßenverlauf wird in der Regel von Nord nach Süd und von West nach Ost angegeben.
| Nr. KF | Verlauf |
| ------ | --- |
| KF 7   | St 2055 – Apfeltranger Straße – Stadtgrenze – (OAL 7 im Landkreis Ostallgäu)                                   |
| KF 16  | St 2014 – Am Hang – Hirschzeller Straße – Frankenrieder Straße – Stadtgrenze – (OAL 16 im Landkreis Ostallgäu) |
| KF 26  | (OAL 26 im Landkreis Ostallgäu) – Stadtgrenze – Gewerbestraße – Sudetenstraße – /St 2055                       |